# 道営記念
道営記念（どうえいきねん）は、ホッカイドウ競馬で施行される地方競馬の重賞競走である。農林水産大臣より寄贈賞の提供を受けており、名称は「農林水産大臣賞典 道営記念」と表記される。

## 概要
1958年に創設された4歳（現3歳）以上の馬による重賞競走。ホッカイドウ競馬のグレードではH1に格付けされ、古馬による最強馬決定戦として位置付けられているほか、近年は最終開催日の最終競走として施行することが多くなり、シーズンの最後を締め括る総決算レースの意味合いも持つ（2025年はブロッサムカップが門別競馬の最後の重賞競走となる）。
2021年現在、ホッカイドウ競馬で行われている古馬の重賞競走で交流競走に指定されていないのは、当競走とグランシャリオ門別スプリント、道営スプリントのみとなっている。
創設から1987年までは主に札幌競馬場で施行していた。その後開催地は帯広競馬場を中心に函館競馬場や岩見沢競馬場など変更を繰り返した後、1997年以降は札幌で施行した2006年と2007年を除き、門別競馬場での施行が定着している。
1965年にはアラブ系のシユナイダーが優勝している。2002年からは出走馬の一部をファン投票で選出するようになった。
2012年は、「近代競馬150周年記念」の副称を付けて施行した。
2021年より始まったホッカイドウ競馬のシリーズ「カウントアップチャレンジ」のカウントアップMの対象競走となっている。

### 条件・賞金等（2024年）
出走資格
サラブレッド系3歳以上、ホッカイドウ競馬所属。
- 番組賞金300万円以上（ファン投票締切時）で出走を希望する馬のうちのファン投票上位8頭と「レイデオロ・プレミアム」の優勝馬に優先出走権がある。

負担重量
別定。3歳56kg、4歳以上57kg、牝馬2kg減
賞金等
賞金額は1着2000万円、2着560万円、3着420万円、4着280万円、5着140万円。
スタリオンシリーズに指定されており、タイトルホルダーの翌年度の配合権利が優勝馬生産牧場への副賞となっている。

### 過去の副賞
スタリオンシリーズ競走に指定されており、以下の種牡馬の翌年度種付権が副賞として贈られた。
- 2003年 - 2006年：フレンチデピュティ[7][8][9][10]
- 2007年：フジキセキ[11]
- 2008年：ダンスインザダーク[12]
- 2009年・2010年：シンボリクリスエス[13][14]
- 2011年：ゼンノロブロイ[15]
- 2012年・2013年：アドマイヤムーン（優勝馬の生産牧場[16][17]）
- 2014年：エンパイアメーカー（優勝馬の馬主）
- 2015年：ケープブランコ（優勝馬の馬主）
- 2016年 - 2020年：スクリーンヒーロー（優勝馬の生産牧場）[18][19]
- 2021年 - 2022年 リオンディーズ（優勝馬の生産牧場）[20]
- 2023年：ルーラーシップ（優勝馬の生産牧場）[21]

## 歴代優勝馬
優勝馬の馬齢は、2000年以前も現行表記に揃えている。
| 回数   | 施行日         | 競馬場 | 距離  | 頭数 | 優勝馬             | 性齢 | 所属   | タイム | 優勝騎手   | 管理調教師 |
| ------ | -------------- | ------ | ----- | ---- | ------------------ | ---- | ------ | ------ | ---------- | ---------- |
| 第1回  | 1958年6月      | 札幌   | 1850m | 6頭  | ヒフミダケ         | 牡4  | 北海道 | 2:10.4 | 泰嘉治     |            |
| 第2回  | 1959年9月9日   | 札幌   | 1900m | 7頭  | フジネオン         | 牡5  | 北海道 | 2:05.2 | 上田市次   |            |
| 第3回  | 1960年11月13日 | 札幌   | 2200m | 8頭  | トサンテンプウ     | 牡3  | 北海道 | 2:27.0 | 神崎重春   |            |
| 第4回  | 1961年9月10日  | 札幌   | 2000m | 6頭  | ホクセイ           | 牡7  | 北海道 | 2:08.4 | 江川秀三   |            |
| 第5回  | 1962年10月7日  | 札幌   | 2000m | 8頭  | ミヨウトクマル     | 牡4  | 北海道 | 2:09.2 | 戸野塚郁郎 |            |
| 第6回  | 1963年10月6日  | 札幌   | 2000m | 9頭  | ミヨウトクマル     | 牡5  | 北海道 | 2:08.5 | 高城幹雄   |            |
| 第7回  | 1964年10月4日  | 札幌   | 2000m | 7頭  | ホワイトパール     | 牡5  | 北海道 | 2:08.8 | 林正夫     |            |
| 第8回  | 1965年9月26日  | 札幌   | 2000m | 11頭 | シユナイダー       | 牡5  | 北海道 | 2:07.2 | 林正夫     |            |
| 第9回  | 1966年9月25日  | 札幌   | 2000m | 7頭  | ミナミボーイ       | 牡6  | 北海道 | 2:08.0 | 戸野塚郁郎 |            |
| 第10回 | 1967年10月1日  | 札幌   | 2000m | 9頭  | セントスタン       | 牝5  | 北海道 | 2:06.6 | 安田寛     | 堂山大企知 |
| 第11回 | 1968年11月4日  | 札幌   | 2000m | 9頭  | ヘンリーフレンド   | 牡5  | 北海道 | 2:09.1 | 林正夫     | 浜口忠雄   |
| 第12回 | 1969年10月26日 | 札幌   | 2400m | 8頭  | ハツヒノデ         | 牡5  | 北海道 | 2:34.2 | 小島正二   | 浜口忠雄   |
| 第13回 | 1970年9月23日  | 岩見沢 | 2000m | 8頭  | ハツヒノデ         | 牡6  | 北海道 | 2:12.8 | 原平       | 浜口忠雄   |
| 第14回 | 1971年10月31日 | 札幌   | 2400m | 8頭  | ダイゴシユウホマレ | 牡5  | 北海道 | 2:34.7 | 黒川武     | 鈴木権四郎 |
| 第15回 | 1972年10月10日 | 札幌   | 2500m | 8頭  | ダイゴシユウホマレ | 牡6  | 北海道 | 2:41.5 | 黒川武     | 鈴木権四郎 |
| 第16回 | 1973年10月21日 | 札幌   | 2500m | 8頭  | シエスタイム       | 牡6  | 北海道 | 2:41.7 | 後條雄作   | 村田勝次   |
| 第17回 | 1974年10月6日  | 札幌   | 2000m | 9頭  | ブリツトフアイア   | 牡5  | 北海道 | 2:04.3 | 伊藤隆志   | 鈴木権四郎 |
| 第18回 | 1975年11月3日  | 札幌   | 2000m | 12頭 | マルサンフアイヤ   | 牡5  | 北海道 | 2:05.9 | 千島武司   | 戸野塚郁郎 |
| 第19回 | 1976年10月24日 | 札幌   | 2000m | 12頭 | ブレーブセミノール | 牡6  | 北海道 | 2:04.9 | 原平       | 鈴木亮平   |
| 第20回 | 1977年11月3日  | 札幌   | 2000m | 11頭 | スギノアトラス     | 牡5  | 北海道 | 2:04.4 | 山下信雄   | 中村光春   |
| 第21回 | 1978年11月3日  | 札幌   | 2000m | 13頭 | ピンクエイト       | 牝4  | 北海道 | 2:06.4 | 須藤三千夫 | 清水吉雄   |
| 第22回 | 1979年11月4日  | 札幌   | 2000m | 15頭 | ホクメイ           | セ6  | 北海道 | 2:05.5 | 佐々木一夫 | 佐藤二郎   |
| 第23回 | 1980年10月5日  | 札幌   | 2000m | 11頭 | コトノアサブキ     | 牡5  | 北海道 | 2:05.6 | 山下信雄   | 黒川武     |
| 第24回 | 1981年11月1日  | 札幌   | 2000m | 15頭 | サクラアケボノ     | 牡5  | 北海道 | 2:07.4 | 岡島玉一   | 安田寛     |
| 第25回 | 1982年11月3日  | 札幌   | 2000m | 8頭  | コトノアサブキ     | 牡7  | 北海道 | 2:05.7 | 佐々木一夫 | 黒川武     |
| 第26回 | 1983年11月3日  | 札幌   | 2000m | 15頭 | ハツピシルバー     | 牡4  | 北海道 | 2:07.1 | 伊藤隆志   | 林正夫     |
| 第27回 | 1984年11月3日  | 札幌   | 2000m | 16頭 | カイソクミクロ     | 牝7  | 北海道 | 2:05.9 | 田部和則   | 鈴木亮平   |
| 第28回 | 1985年11月4日  | 岩見沢 | 2000m | 12頭 | ミナガワビクトリー | 牡5  | 北海道 | 2:11.1 | 米川昇     | 手島健児   |
| 第29回 | 1986年11月3日  | 札幌   | 2000m | 15頭 | ハツピシルバー     | 牡7  | 北海道 | 2:06.2 | 岡島玉一   | 林正夫     |
| 第30回 | 1987年11月3日  | 札幌   | 2000m | 14頭 | ベストボーイ       | セ4  | 北海道 | 2:07.7 | 井上俊彦   | 三上茂     |
| 第31回 | 1988年11月3日  | 岩見沢 | 2000m | 10頭 | ヤマノフレアリング | 牝3  | 北海道 | 2:10.7 | 松田路博   | 鈴木英二   |
| 第32回 | 1989年11月9日  | 帯広   | 2400m | 14頭 | ドクタースパーク   | 牡4  | 北海道 | 2:35.6 | 村上正和   | 成田春男   |
| 第33回 | 1990年11月15日 | 函館   | 2320m | 10頭 | ユーワエース       | 牡4  | 北海道 | 2:31.3 | 村上正和   | 桑原義光   |
| 第34回 | 1991年11月14日 | 函館   | 2320m | 12頭 | ブラックホラー     | 牡5  | 北海道 | 2:29.0 | 岡島玉一   | 桑原義光   |
| 第35回 | 1992年11月3日  | 岩見沢 | 2000m | 11頭 | スガノスキー       | 牡3  | 北海道 | 2:14.5 | 柳澤好美   | 成田春男   |
| 第36回 | 1993年11月17日 | 帯広   | 2400m | 10頭 | エクセルワイザー   | 牡6  | 北海道 | 2:39.7 | 小野望     | 後條雄作   |
| 第37回 | 1994年11月23日 | 帯広   | 2400m | 11頭 | ササノコバン       | 牡4  | 北海道 | 2:35.9 | 國信満     | 堂山芳則   |
| 第38回 | 1995年11月23日 | 帯広   | 2400m | 12頭 | ササノコバン       | 牡5  | 北海道 | 2:35.4 | 國信満     | 堂山芳則   |
| 第39回 | 1996年11月20日 | 帯広   | 2400m | 12頭 | ヤマノセイコー     | 牡6  | 北海道 | 2:39.4 | 松本隆宏   | 鈴木英二   |
| 第40回 | 1997年12月11日 | 門別   | 2000m | 11頭 | マサノチャーミング | 牝5  | 北海道 | 2:07.1 | 岡島玉一   | 桧森邦夫   |
| 第41回 | 1998年12月23日 | 門別   | 2000m | 15頭 | ハセミイホー       | 牡4  | 北海道 | 2:06.0 | 坂下秀樹   | 須藤三千夫 |
| 第42回 | 1999年12月23日 | 門別   | 2000m | 16頭 | スズオールマイティ | 牡3  | 北海道 | 2:07.0 | 齋藤正弘   | 林和弘     |
| 第43回 | 2000年11月21日 | 門別   | 2000m | 16頭 | ヒットパーク       | 牡6  | 北海道 | 2:08.2 | 宮崎光行   | 須藤三千夫 |
| 第44回 | 2001年11月22日 | 門別   | 2000m | 13頭 | チェイスチェイス   | 牡7  | 北海道 | 2:08.2 | 松本隆宏   | 鈴木英二   |
| 第45回 | 2002年11月21日 | 門別   | 2000m | 13頭 | クラキングオー     | 牡7  | 北海道 | 2:06.3 | 五十嵐冬樹 | 堂山芳則   |
| 第46回 | 2003年10月30日 | 門別   | 2000m | 16頭 | ビックネイチャー   | 牡3  | 北海道 | 2:05.5 | 櫻井拓章   | 恵多谷豊   |
| 第47回 | 2004年11月11日 | 門別   | 2000m | 15頭 | テイエムアラシ     | 牡5  | 北海道 | 2:11.8 | 岡島玉一   | 大崎順司   |
| 第48回 | 2005年11月10日 | 門別   | 2000m | 15頭 | バンブーボカ       | 牡5  | 北海道 | 2:08.6 | 宮崎光行   | 林和弘     |
| 第49回 | 2006年11月9日  | 札幌   | 2485m | 13頭 | サンマルアンサー   | 牝5  | 北海道 | 2:43.1 | 佐々木国明 | 柳澤好美   |
| 第50回 | 2007年11月13日 | 札幌   | 2485m | 13頭 | ジンクライシス     | 牡6  | 北海道 | 2:38.8 | 宮崎光行   | 堂山芳則   |
| 第51回 | 2008年11月20日 | 門別   | 2000m | 14頭 | コンテ             | 牡5  | 北海道 | 2:10.8 | 五十嵐冬樹 | 角川秀樹   |
| 第52回 | 2009年11月19日 | 門別   | 2000m | 15頭 | コパノカチドキ     | 牡6  | 北海道 | 2:05.7 | 桑村真明   | 角川秀樹   |
| 第53回 | 2010年11月18日 | 門別   | 2000m | 16頭 | オネストジョン     | 牡6  | 北海道 | 2:07.0 | 小国博行   | 堂山芳則   |
| 第54回 | 2011年11月17日 | 門別   | 2000m | 16頭 | ショウリダバンザイ | 牝4  | 北海道 | 2:06.8 | 吉田稔     | 林和弘     |
| 第55回 | 2012年11月15日 | 門別   | 2000m | 16頭 | モエレビクトリー   | 牡6  | 北海道 | 2:06.3 | 服部茂史   | 田中淳司   |
| 第56回 | 2013年11月14日 | 門別   | 2000m | 15頭 | レオニダス         | 牡3  | 北海道 | 2:08.1 | 服部茂史   | 田中淳司   |
| 第57回 | 2014年11月13日 | 門別   | 2000m | 16頭 | ウルトラカイザー   | 牡6  | 北海道 | 2:04.9 | 井上俊彦   | 林和弘     |
| 第58回 | 2015年11月12日 | 門別   | 2000m | 12頭 | グランプリブラッド | 牡6  | 北海道 | 2:05.1 | 服部茂史   | 田中淳司   |
| 第59回 | 2016年11月10日 | 門別   | 2000m | 15頭 | タイムビヨンド     | 牝4  | 北海道 | 2:08.2 | 五十嵐冬樹 | 堂山芳則   |
| 第60回 | 2017年11月9日  | 門別   | 2000m | 15頭 | ステージインパクト | 牡5  | 北海道 | 2:07.2 | 五十嵐冬樹 | 佐久間雅貴 |
| 第61回 | 2018年11月15日 | 門別   | 2000m | 11頭 | スーパーステション | 牡4  | 北海道 | 2:05.3 | 阿部龍     | 角川秀樹   |
| 第62回 | 2019年11月7日  | 門別   | 2000m | 12頭 | リンノレジェンド   | 牡3  | 北海道 | 2:07.2 | 岡部誠     | 林和弘     |
| 第63回 | 2020年11月5日  | 門別   | 2000m | 12頭 | クインズサターン   | 牡7  | 北海道 | 2:07.2 | 落合玄太   | 安田武広   |
| 第64回 | 2021年11月4日  | 門別   | 2000m | 15頭 | クインズサターン   | 牡8  | 北海道 | 2:05.3 | 落合玄太   | 安田武広   |
| 第65回 | 2022年11月10日 | 門別   | 2000m | 16頭 | サンビュート       | セ5  | 北海道 | 2:06.3 | 五十嵐冬樹 | 堂山芳則   |
| 第66回 | 2023年11月9日  | 門別   | 2000m | 11頭 | シルトプレ         | 牡4  | 北海道 | 2:08.2 | 石川倭     | 米川昇     |
| 第67回 | 2024年11月7日  | 門別   | 2000m | 9頭  | ベルピット         | 牡4  | 北海道 | 2:06.7 | 桑村真明   | 角川秀樹   |

## 主な記録
同一馬による連覇は1962年・1963年（ミヨウトクマル）、1969年・1970年（ハツヒノデ）、1971年・1972年（ダイゴシユウホマレ）、1994年・1995年（ササノコバン）、2020年・2021年（クインズサターン）の5例がある。
2011年の優勝馬ショウリダバンザイの馬主・林正夫は、騎手時代と調教師時代にも本競走を勝利しており、騎手・調教師・馬主全てで優勝を果たしている。2019年にも同氏が馬主であるリンノレジェンドが勝利を挙げた。それぞれの管理調教師である林和弘は実子である。
2023年は出走11頭中6頭が落馬する多重事故が発生し、完走は5頭に留まった。